# هازدينغ
الهازدينغ أو الهاسدينج (بالانجليزية: Hasdings) هم أحد الفرعين الرئيسيين لشعب الوندال، الذي انقسم منذ القرن الثالث على الأقل إلى مجموعتين قبليتين، الهازدينغ والسيلينغ. من الممكن أن اسم "هازدينغ" كان يُستخدم في ذلك الوقت فقط من قبل العائلة الملكية. في عام 418-419، وبعد هزيمتهم في شبه الجزيرة الأيبيرية على يد القوط الغربيين الذين أرسلتهم روما ضد الوندال، وموت ملك السيلينغ فريديبال، الذي قُتل في المعركة. اتحد الهازدينغ والسيلينغ تحت ملك واحد، وهو ملك الهازدينغ جونديريك. وضم الوندال المتحدون أيضًا عشائر آلان في صفوفهم، الذين تعرضوا أيضًا لضربات شديدة على يد القوط الغربيين. وهكذا أصبح الهازدينغ الطبقة الأرستقراطية السائدة بين الشعبين.
في عام 429 استوطن الوندال الهازدينغ والوندال السيلينغ والآلان في شمال أفريقيا وأسسوا مملكة الوندال والتي استمرت حتى عام 530.

## الملاحظات والمراجع
1. ↑  Lucien Musset (1969) [1965]. Les Invasions, les vagues germaniques. Nouvelle Clio – l’histoire et ses problèmes. Paris: PUF.